# Bistum Tianshui
Das Bistum Tianshui (lat.: Dioecesis Zinceuvensis) ist eine in der Volksrepublik China gelegene römisch-katholische Diözese mit Sitz in Tianshui.

## Geschichte
Das Bistum Tianshui wurde am 28. April 1905 durch Papst Pius X.  aus Gebietsabtretungen des Apostolischen Vikariates Gansu als Apostolisches Vikariat Süd-Gansu errichtet. Das Apostolische Vikariat Süd-Gansu wurde am 8. März 1922 in Apostolisches Vikariat Ost-Gansu umbenannt. Am 3. Dezember 1924 wurde das Apostolische Vikariat Ost-Gansu in Apostolisches Vikariat Tianshui umbenannt.
Das Apostolische Vikariat Tianshui wurde am 11. April 1946 durch Papst Pius XII. mit der Apostolischen Konstitution Quotidie Nos zum Bistum erhoben und dem Erzbistum Lanzhou als Suffraganbistum unterstellt.

## Ordinarien

### Apostolische Vikare von Süd-Gansu
- Everard ter Laak CICM, 1906–1914, dann Apostolischer Vikar von Chongli-Xiwanzi
- Constantin Daems CICM, 1914–1922

### Apostolische Vikare von Ost-Gansu
- Salvador-Pierre Walleser OFMCap, 1922–1924

### Apostolische Vikare von Tianshui
- Salvador-Pierre Walleser OFMCap, 1924–1946

### Bischöfe von Tianshui
- Peter Gratian Grimm OFMCap, 1949–1972
- Casimir Wang Milu (1981 – 2003)
- Stephen Li Xinzheng (1983 – 1989)
- John Wang Ruowang, seit 2003